# Leichenliegezeit
Die Leichenliegezeit (auch Postmortem-Intervall, PMI) bezeichnet den Zeitraum zwischen einem tödlichen Ereignis und dem Auffinden des toten Körpers. Die Rechtsmedizin kann anhand von Todeszeichen, wie Leichenstarre und Leichenflecken sowie weiteren Merkmalen, wie Insektenbefall und Bestimmung der Körperkerntemperatur, den ungefähren Todeszeitpunkt ermitteln. Dieses Vorgehen wird auch als Todeszeitpunktbestimmung bezeichnet.
Als zuverlässigste Methode erweist sich nach 48 Stunden post mortem die forensische Entomologie. Insbesondere die Entwicklungsstadien von Schmeißfliegenlarven liefern einen  Rückschluss auf den Todeszeitpunkt, abhängig von der Umgebungstemperatur und anderen Witterungseinflüssen. Allerdings bezieht sich das Zeitintervall auf den Erstbefall und daher dem sogenannten minimalen post mortem Intervall (MPI).